# Alain Buet
Alain Buet – francuski śpiewak operowy (baryton).
Ukończył studia w Conservatoire National de Région de Caen i Conservatoire National Supérieur de Musique w Paryżu, gdzie obecnie prowadzi klasę śpiewu. Założył zespół Les Musiciens du Paradis, w którym również występuje.
Współpracował z takimi artystami jak Robert Weddle, Jean-Claude Malgoire, Hervé Niquet, William Christie czy Martin Gester.
18 grudnia 2009 wystąpił w Polsce – w ramach krakowskiego cyklu Opera Rara zaśpiewał partię Argante w Rinaldzie G.F. Händla.